# Schaefferia scossirolii
Schaefferia scossirolii is een springstaartensoort uit de familie van de Hypogastruridae. De wetenschappelijke naam van de soort is voor het eerst geldig gepubliceerd in 1981 door Dallai & Sabatini.